# Зонное выравнивание
Зо́нное выра́внивание — один из методов получения чистых веществ для полупроводниковой промышленности.
Схема устройства для зонного выравнивания очень похожа на таковую для зонной плавки, только в данном случае в правом (к примеру) конце лодочки помещают монокристаллическую затравку и образуют одну зону плавления непосредственно рядом с затравкой. Перемещая зону плавления влево, можно получить весь слиток германия в виде монокристалла с точно такой же кристаллографической ориентацией, какую имела затравка. Если в расплавленную зону ввести легирующую примесь с коэффициентом распределения K < 1, например In, то при прохождении зоны расплава вдоль всего слитка можно достигнуть равномерного распределения примеси и получить образцы с определенным типом проводимости и с определенной концентрацией подвижных носителей заряда в примесном полупроводнике.
Методом зонного выравнивания можно получить монокристаллы германия с примесью сурьмы, различающиеся удельным сопротивлением менее 10% на половине длины слитка и имеющие малую концентрацию дислокаций (~1500 на 1 см2).